# M15 (amas globulaire)
Pour les articles homonymes, voir M15.
M15 (NGC 7078) est un amas globulaire situé dans la constellation de Pégase. M15 est à environ 33 925 a.l. (10,4 kpc) et à la même distance du centre de la Voie lactée.

## Histoire
L'astronome italien Giovanni Domenico Maraldi a découvert par hasard Messier 15 en cherchant la comète de Chéseaux le 7 septembre 1746,. Il nota qu'il avait trouvé une étoile nébuleuse assez brillante entre les étoiles Epsilon Pegasi et Beta Equulei.
Charles Messier retrouva l'amas dans la nuit du 3 au 4 juin 1764 et il l'ajouta à son catalogue. Il le décrivit comme une « nébuleuse ronde et sans étoiles, avec un centre brillant ». Il ajouta qu'il ne distinguait aucune étoile dans un télescope grégorien à un grossissement de 104, peut-être parce que la nébuleuse était basse sur l'horizon.
D'autres astronomes ont ensuite observé cet amas, Jean Nicolas Fortin en 1776 et 1795, Johann Elert Bode le 23 septembre 1774, Johann Gottfried Koehler et Joseph Lalande le 21 juillet 1794. Bode le décrivit comme une nouvelle étoile nébuleuse située entre Epsilon Pegasi et les étoiles Gamma-Delta à l'embouchure de la constellation du Petit Cheval.
C'est finalement William Herschel qui découvrit la nature de cette nébuleuse en 1783 en résolvant ses étoiles. Il écrivit qu'il pouvait distinguer les étoiles de l'amas avec un télescope de 7 pieds. Il observa ensuite l'amas à de nombreuses reprises. Son fils John Herschel observa l'amas à deux reprises les 12 et 13 octobre 1825. Il nota que l'amas était très brillant, irrégulièrement rond et soudainement beaucoup plus brillant vers le centre. Il a inscrit l'amas à son catalogue sous la désignation GC 4670.
L'amas a aussi été observé par Charles Piazzi Smyth en septembre 1836. John Dreyer a décrit M15 en reprenant les termes de John Herschel. Il l'a inscrit dans son New General Catalogue sous la désignation NGC 7078.
Une photographie de l'amas a été réalisée par Heber Doust Curtis et elle a été publiée en 1918 dans le livre « Descriptions of 762 Nebulae and Clusters Photographed with the Crossley Reflector »,.

## Observation
La magnitude visuelle de 6,3 de M15 permet de l'observer aisément avec de petites jumelles sous la forme d'une tache laiteuse. Un télescope de 200 mm de diamètre permet de résoudre la périphérie de l'amas en étoiles, mais certainement pas le noyau. Avec des instruments de 350 mm ou plus, il est possible de repérer la nébuleuse planétaire Pease 1 (en), si l'on prend une photographie à longue pose.

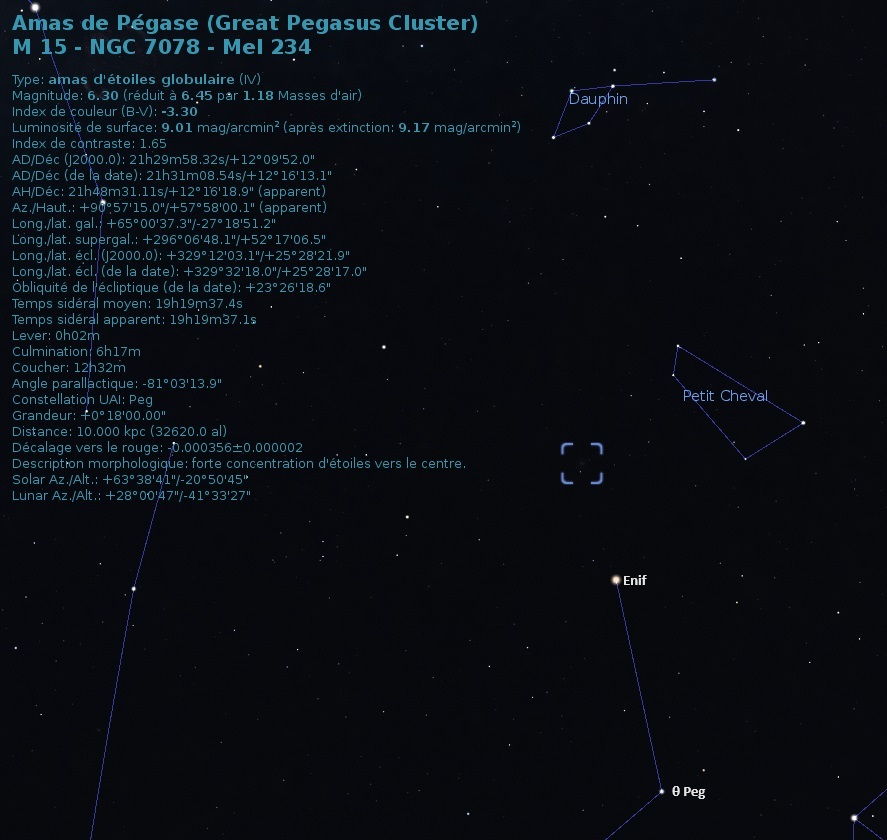
Localisation de Messier 15 dans la constellation de Pégase, près de la frontière du Petit Cheval (données du logiciel Stellarium).

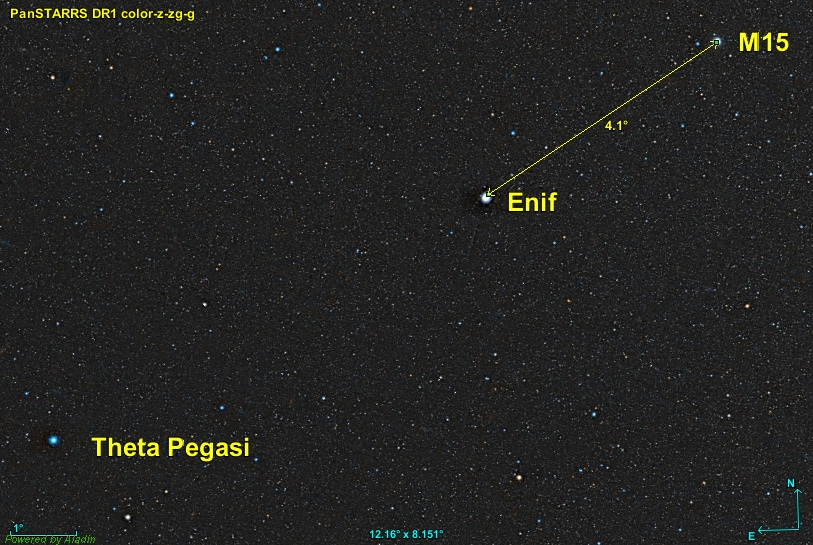
M15 en compagnie de deux étoiles.

Pour localiser M15, il faut prolonger la ligne joignant les étoiles Theta Pegasi et Epsilon Pegasi (Enif) vers le nord-ouest. M15 est à environ 4,1° au nord-ouest d'Enif.

## Caractéristiques

### Classe
La classe de concentration Shapley-Sawyer de M15 est IV,, ce qui signifie que l'amas présente une concentration intermédiaire assez riche.

### Structure
M15 est peut-être le plus dense des amas globulaires sur les 157 connus (en 2010) de la Voie lactée. Le noyau de M15 est très dense à la suite d'un effondrement de cœur, phénomène assez courant dans l'évolution des amas globulaires, car au moins 21 des amas de notre galaxie renfermeraient un noyau effondré, dont M30 et M70. Le noyau est extrêmement petit par rapport à l'amas, soit seulement environ 0,14 minute d'arc. Le rayon de demi-masse de M15 est d'environ 10 années-lumière, ce qui signifie que la moitié de la masse de l'amas se trouve entre son centre et une sphère de 10 al. Beaucoup pensent que le centre de certains amas denses comme M15 pourrait contenir un ou plusieurs trous noirs,.

### Vitesse, distance et taille
Quatre valeurs de la vitesse radiale de M15 ont été rapportées dans de récentes publications (2018 et 2019) et sont indiquées sur la base de données Simbad: 15,65 ± 4,63 km/s, −106,5 ± 0,2 km/s, −106,50 km/s et −106,76 ± 0,25 km/s. Si l'on ne tient pas compte de la première valeur, William W. Harris indique une vitesse semblable, soit −107 ± 0,2 km/s.
Simbad indique deux valeurs de la distance : 10,36 ± 0,16 kpc (∼33 800 al) et environ 9,90 kpc (∼32 300 al). Selon Harris, M15 est à environ 10,4 kpc (∼33 900 al) du système solaire. Les auteurs d'une récente publication (2021) ont effectué des mesures de la périodes de plusieurs étoiles variables afin de déterminer la distance de M15. Ils ont obtenue une valeur de 10,944 ± 0,131 kpc (∼35 700 al).
Si on admet une distance de 10,944 ± 0,131 kpc (∼35 700 al) et une taille apparente de 18',, un calcul simple montre que sa taille réelle est de 187 ± 2 années-lumière.

### Métallicité, masse et âge
Boyles et Harris indique une valeur -2,37,,. La base de données Simbad rapporte 15 valeurs de la métallicité comprises entre -2,10 et -2,58 pour une valeur moyenne et un écart-type de −2,316 ± 0,105. La métallicité indiquée par Forbes est -2,02. Une métallicité comprise entre 2,421 (2,316 + 0,105) et 2,211 (2,316 - 0,105) signifie que la concentration en éléments lourds (plus lourd que l'hélium) de M15 est comprise entre 0,38% (10-2,421) et 0,62% (10-2,211) de celle du Soleil.
Après le Big Bang, l'Univers étant surtout composé d'hydrogène et d'hélium, la métallicité était pratiquement nulle. L'univers s'est progressivement enrichi en métaux (éléments plus lourds que l'hélium) grâce à la synthèse de ceux-ci dans le cœur des étoiles. La métallicité des amas du halo de la Voie lactée varie d'un centième (1%) à un dixième (10%) de la métallicité solaire, ce qui signifie que ces amas se décomposent en deux sous-groupes, les relativement jeunes et les vieux . On peut donc considérer M15 comme vieux et pauvre en métaux. Selon Forbes, M15 est âgé de 12,93 milliards d'années, l'un des amas les plus anciens connus.

## Les étoiles de M15

### Étoiles variables
Ce vieil amas abrite de nombreuses étoiles variables. Le site SEDS rapporte un total de 112 étoiles variables. Ce nombre a été porté à 135 en 2021 par Bhardwaj et ses collègues, dont 129 étoiles variables de type RR Lyrae, quatre céphéides de population II (trois BL Herculis et une W Virginis) et une céphéide anormale (en) dans cet amas.

### Nébuleuse planétaire
M15 a aussi été le premier amas globulaire dans lequel a été découverte en 1928 une nébuleuse planétaire. Il s'agit de Pease 1 (en). C'est l'une des quatre nébuleuses planétaires identifiés à ce jour dans les amas globulaires de la Voie lactée. En 1976, on a découvert une possible deuxième nébuleuse près du centre de l'amas.

### Pulsars
M15 contient également un nombre considérable de pulsars, des étoiles à neutrons provenant de supernovas qui se sont produites dans l'amas lorsqu'il était jeune. Neuf pulsars ont été découverts dans l'amas, de PSR M15A à PSR M15I, ce dernier localisé en 2021.

### Source rayon X
Une première source X, 4U 2129+12, a été rapportée dans une publication de 1978. La contrepartie optique de cette source est l'étoile AC 211 du catalogue Aurière-Cordoni,. Il s'agit d'une étoile variable qui est la source d'émission de rayonnement ultraviolet dont les propriétés sont consistantes avec d'une binaire X de masse intermédiaire ou faible.
Une deuxième binaire X a été découverte dans l'amas en 2001. Il s'agit de 4U 2127+119, une binaire de faible masse. Cette seconde source avec une étoile bleue de magnitude 19 U située à 3,3" du centre de l'amas.

## Galerie

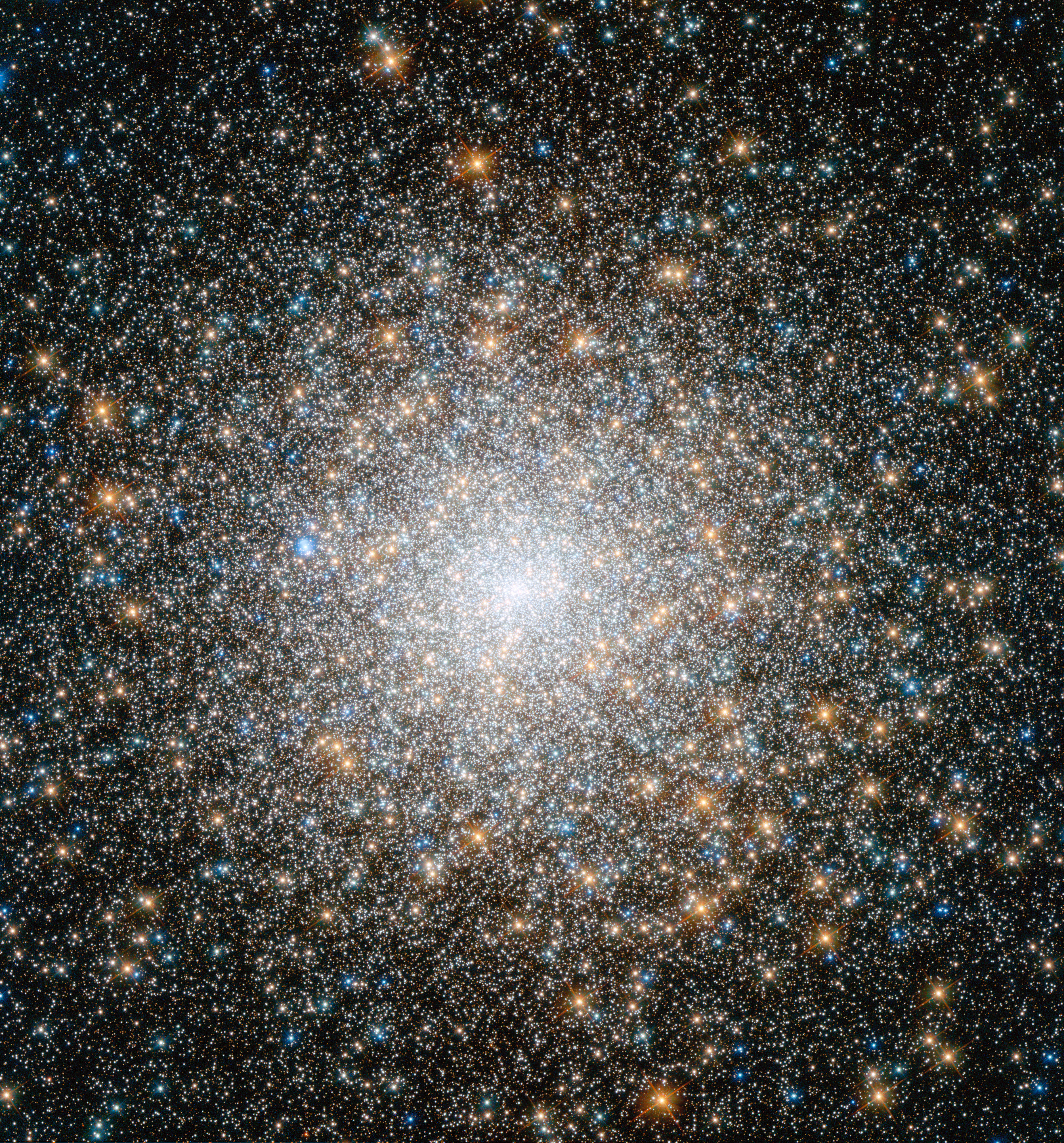
On aperçoit la nébuleuse planétaire sur cette image captée par le télescope spatial Hubble. C'est le petit rond bleu dans  coin supérieur gauche.
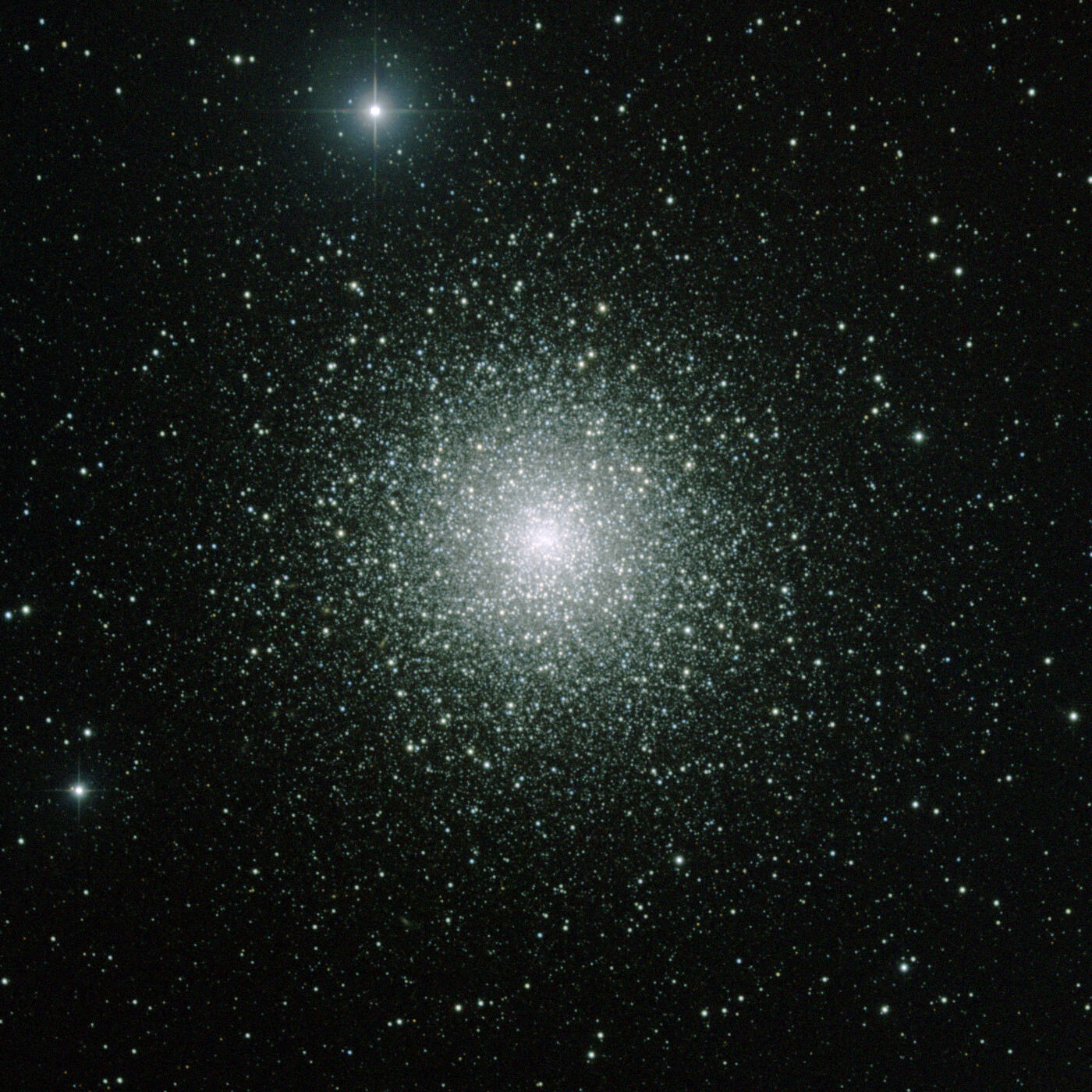
Image captée en septembre 1998  par le télescope WIYN de l'observatoire de Kitt Peak.
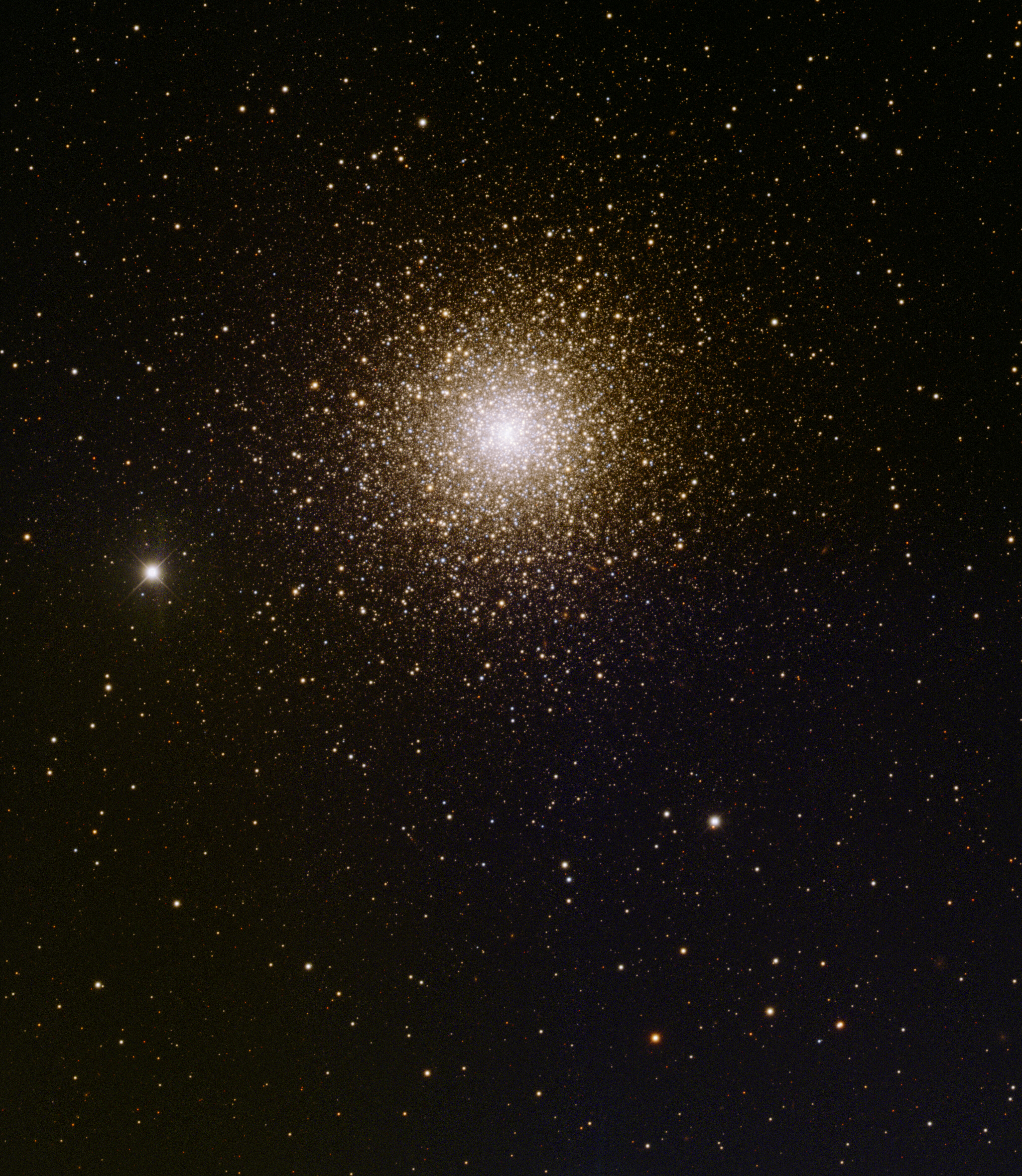
Image captée par le télescope de 4 mètres de l'observatoire de Kitt Peak.
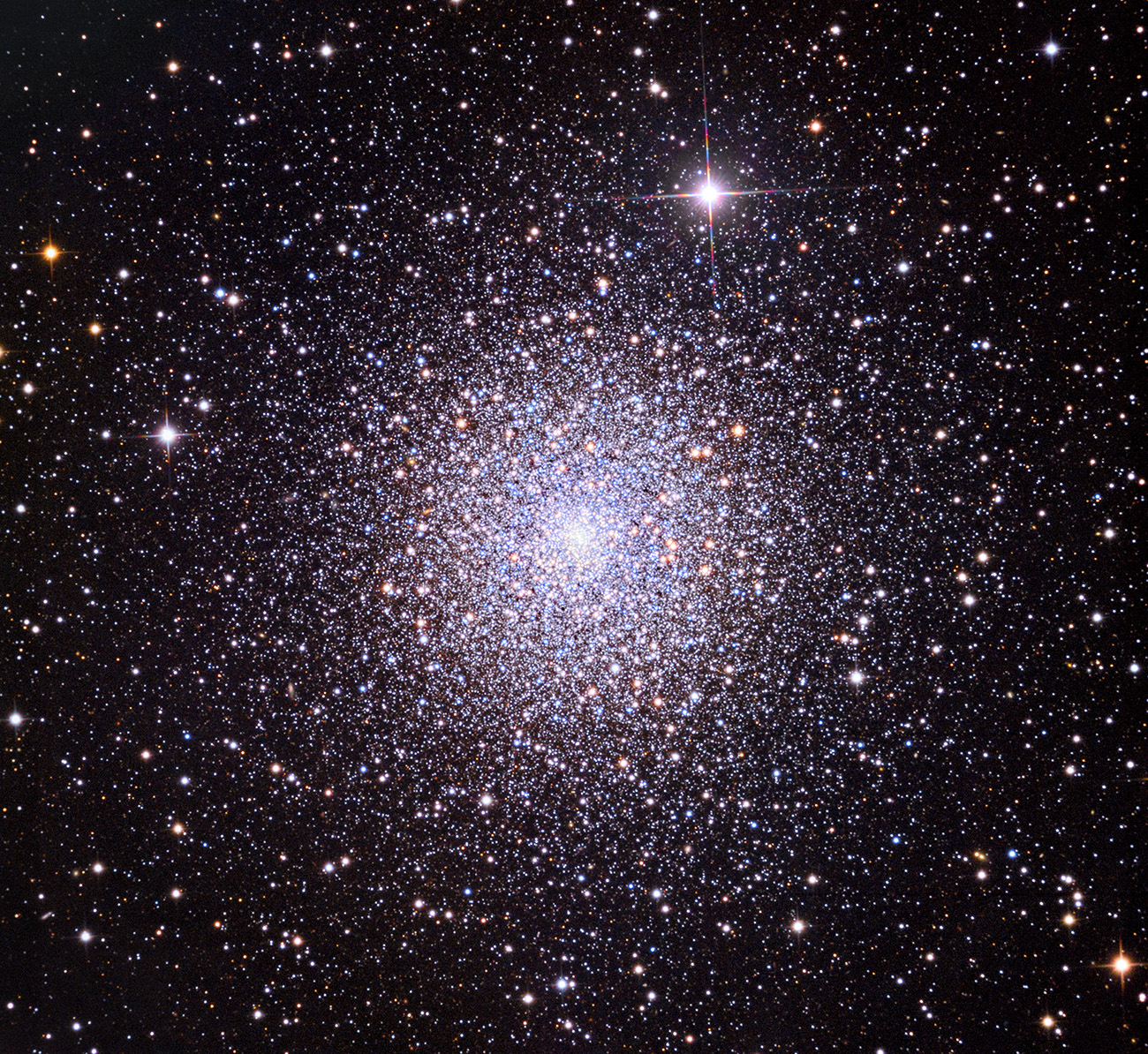
M15 par Adam Block (Observatoire du mont Lemmon/Université de l'Arizona).
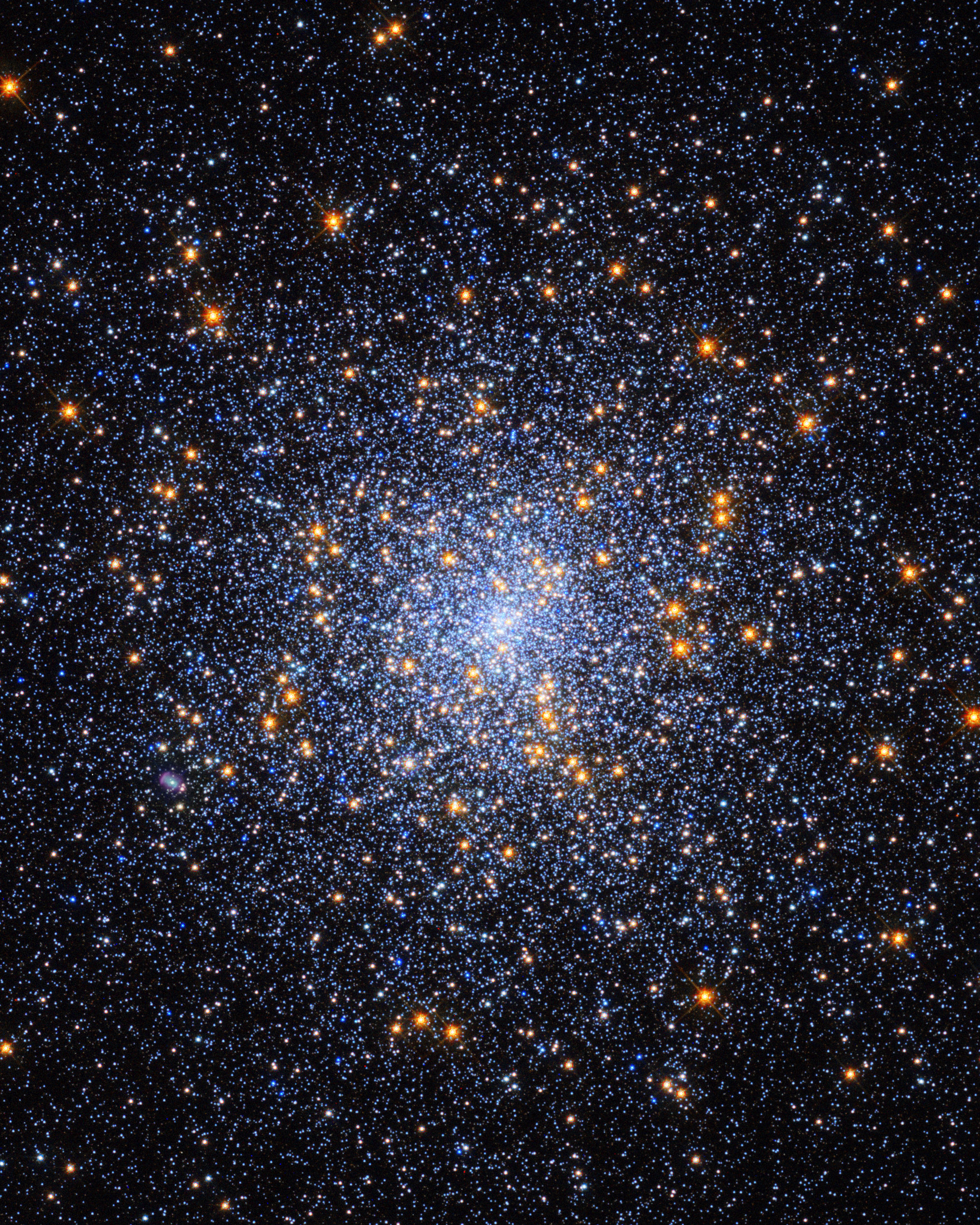
Une autre image de M15 par le télescope spatial Hubble.
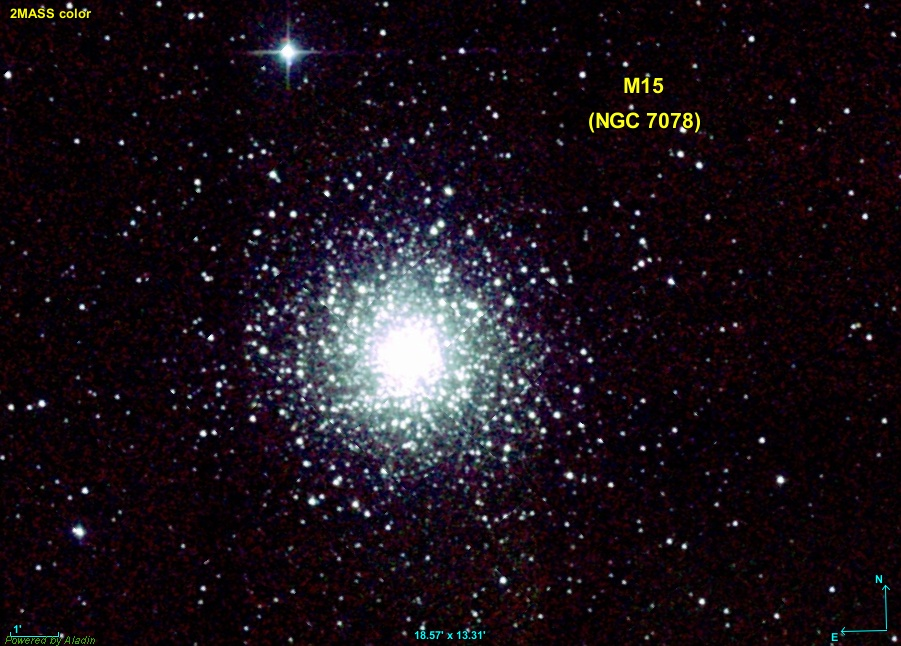
M15 dans le domaine de l'infrarouge par le relevé 2MASS
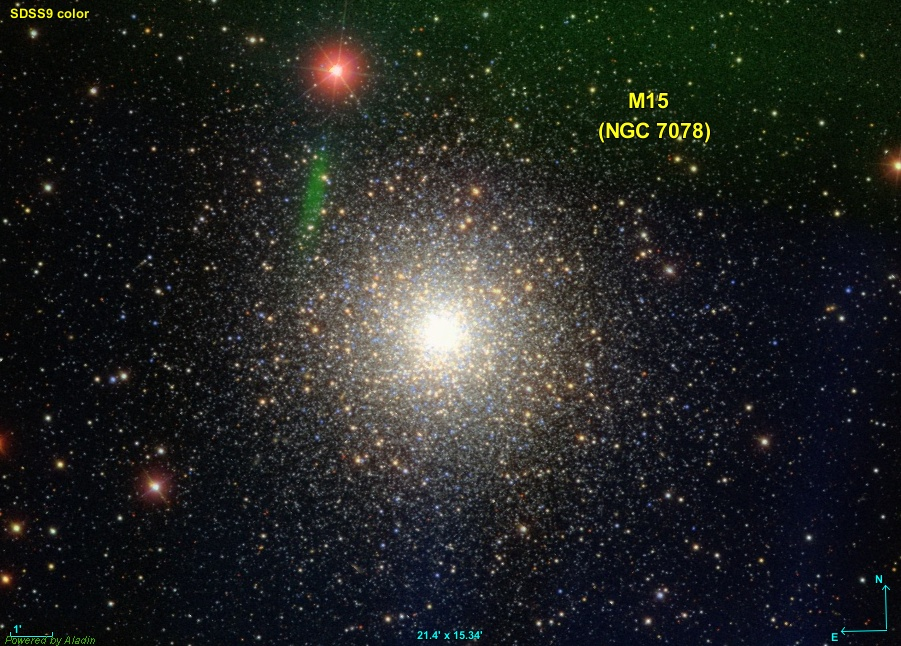
M15 en lumière visible par le relevé SDSS.
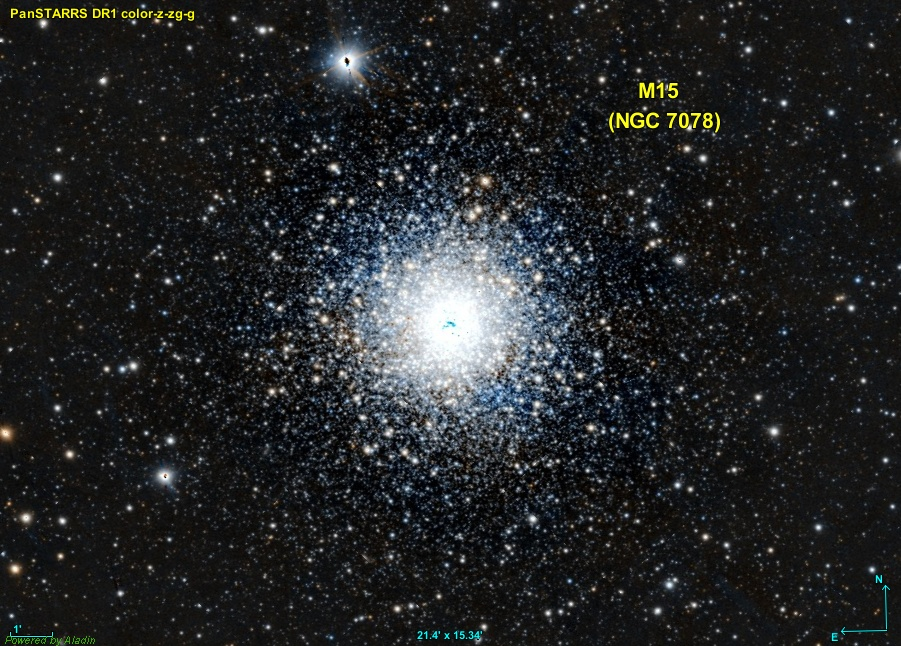
M15 en lumière visible par le relevé Pan-STARRS.